# Xã Kelly, Quận Carter, Missouri
Xã Kelly (tiếng Anh: Kelly Township) là một xã thuộc quận Carter, tiểu bang Missouri, Hoa Kỳ. Năm 2010, dân số của xã này là 232 người.